# Ture Nerman
Ture Nerman (Norrköping, 18 maggio 1886 – Stoccolma, 7 ottobre 1969) è stato un politico svedese socialista.